# ATP Challenger Schymkent
Das ATP Challenger Schymkent (offizieller Name: Shymkent Challenger) war ein Tennisturnier in Schymkent, das 2017 zum ersten Mal ausgetragen wurde. Es war Teil der ATP Challenger Tour und wurde auf Sand gespielt.

## Liste der Sieger

### Einzel
| Jahr                | Sieger            | Finalgegner         | Ergebnis       |
| ------------------- | ----------------- | ------------------- | -------------- |
| 2022 (2)            | Sergey Fomin      | Robin Haase         | 7:64, 6:3      |
| 2022 (1)            | Emilio Nava       | Sebastian Fanselow  | 6:4, 7:63      |
| 2020–2021: abgesagt |                   |                     |                |
| 2019 (2)            | Andrej Martin (2) | Stefano Travaglia   | 6:4, 6:4       |
| 2019 (1)            | Andrej Martin (1) | Dmitri Popko        | 5:7, 6:4, 6:4  |
| 2018                | Yannick Hanfmann  | Roberto Cid Subervi | 7:63, 4:6, 6:2 |
| 2017                | Ričardas Berankis | Yannick Hanfmann    | 6:3, 6:2       |

### Doppel
| Jahr                | Sieger                                     | Finalgegner                         | Ergebnis          |
| ------------------- | ------------------------------------------ | ----------------------------------- | ----------------- |
| 2022 (2)            | Sanjar Fayziyev Markos Kalovelonis         | Mikael Torpegaard Kaichi Uchida     | 6:73, 6:4, [10:4] |
| 2022 (1)            | Antoine Bellier Gabriel Décamps            | Sebastian Fanselow Kaichi Uchida    | 7:63, 6:3         |
| 2020–2021: abgesagt |                                            |                                     |                   |
| 2019 (2)            | Nikola Čačić Yang Tsung-hua                | André Göransson Marc-Andrea Hüsler  | 6:4, 6:4          |
| 2019 (1)            | Jurij Rodionov Emil Ruusuvuori             | Gonçalo Oliveira Andrej Wassileuski | 6:4, 3:6, [10:8]  |
| 2018                | Lorenzo Giustino Gonçalo Oliveira          | Lucas Miedler Sebastian Ofner       | 6:2, 7:64         |
| 2017                | Hans Podlipnik-Castillo Andrej Wassileuski | Clément Geens Juan Pablo Paz        | 6:4, 6:2          |